# أستراليون أقباط
الأستراليون الأقباط هم أستراليون من أصول قبطيَّة أو من الأشخاص من أصول قبطية والذين يقيمون في أستراليا. وفقًا لتعداد عام 2011، كان هناك 24,693 قبطيًا في أستراليا، معظمهم أعضاء في الكنيسة القبطية الأرثوذكسية. يُقدر تعداد السكان الأقباط في أستراليا بما يتراوح بين 70,000 إلى 100,000 شخص.

## تاريخ الهجرة

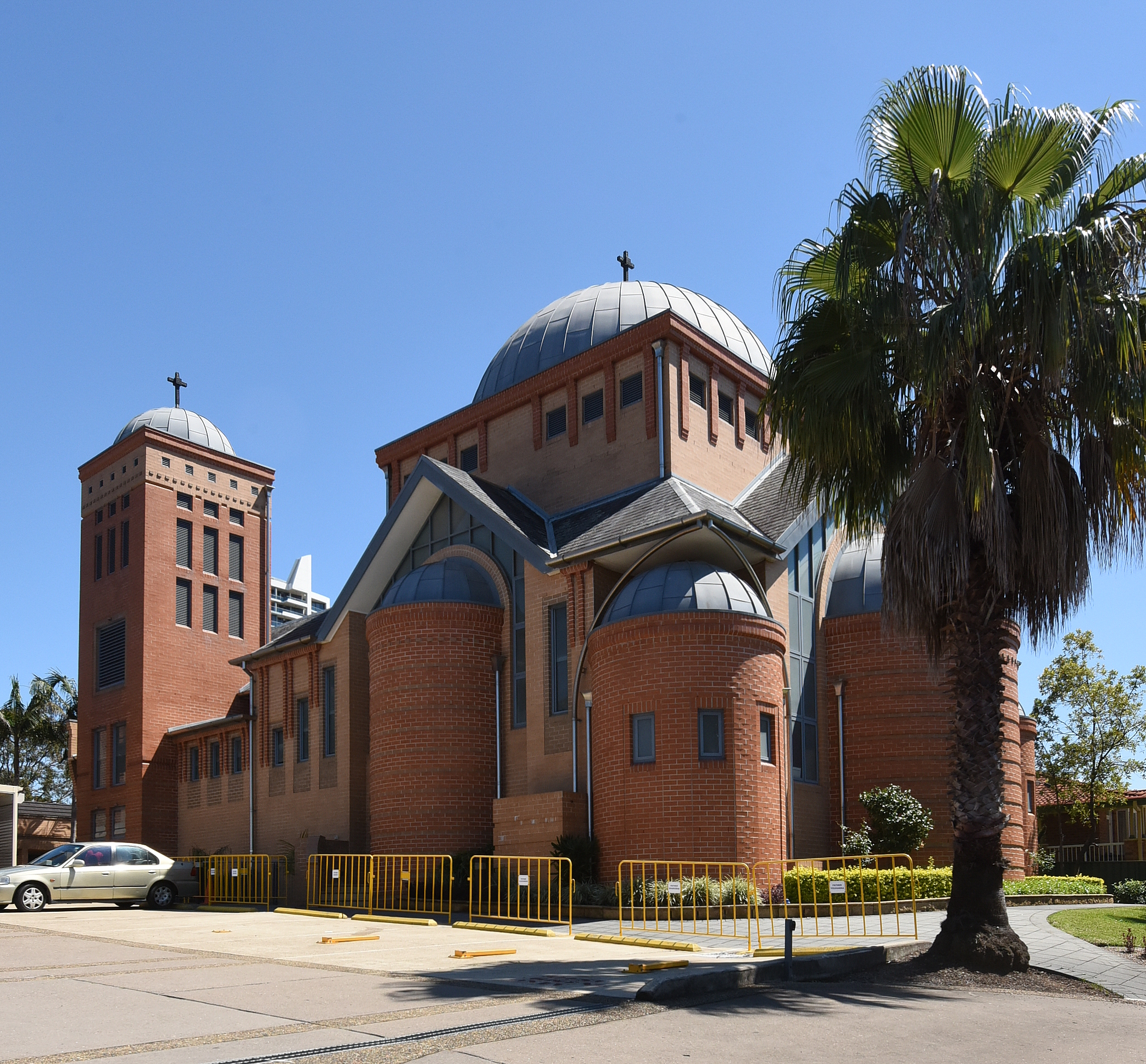
الكنيسة القبطية الأرثوذكسية، رودس، سيدني

تخدم التجمعات القبطية الأرثوذكسيَّة في أستراليا أبرشيتين قبطيتين أرثوذكسيتين تضمان أكثر من 50 أبرشية، وديرين، وكليتين لاهوتيتين وأربع مدارس. الكنيسة القبطية هي عضو في المجلس الوطني للكنائس في أستراليا ‏. وفقا لتعداد عام 2006 في أستراليا، كان هناك حوالي 1,928 من أتباع الأرثوذكسية القبطية على الصعيد الوطني.[بحاجة لمصدر] في الوقت الحالي، تضم الكنيسة القبطية الأرثوذكسية ما يصل إلى 100,000 عضو في أستراليا (في سيدني وحدها، تشير التقديرات إلى أن هناك 70,000 قبطي، بالإضافة إلى مجتمع قبطي في ملبورن يُقدر بعشرات الآلاف).

## الأستراليين الأقباط البارزين
- نيك كالداس  [لغات أخرى]‏
- الجندي القبطي  [لغات أخرى]‏
- سام سليمان
- أنبا سورييل
- جوزيف توادروس
- بيتر خليل